# (385) Ilmatar
(385) Ilmatar est un astéroïde de la ceinture principale découvert par l'astronome allemand Max Wolf le 1er mars 1894. Il a reçu le nom d'Ilmatar, une figure de la mythologie finnoise.

## Historique
Le 19 mars 1892, un astéroïde découvert par Max Wolf fut nommé (385) Ilmatar, lorsqu'il a été redécouvert il a été nommé (928) Baptista. Quand les astronomes se sont aperçus qu'il s'agissait du même objet, le nom (385) Ilmatar a été donné à cet astéroïde pour ne pas laisser le nombre vacant.